# Pach krve 3
Pach krve 3 (ang. titul: Wrong Turn 3: Left for Dead) je americký hororový film z roku 2009, který režíroval Declan O'Brien. Film, jehož děj se odehrává v USA, byl natáčen v Bulharsku.

## Děj
Mladí lidé se po raftingu rozhodnout dát si pauzu ve virginijských lesích. Náhle se stanou obětí kanibala, který je jednoho po druhém začne lovit. Avšak jednomu z nich se podaří utéct a po namáhavém utíkání před kanibalem se v hlubokém lese střetne s uprchlou skupinou vězňů, jejichž „šéf“ se zmocil téměř všech zbraní policistů, kteří je směřují z lesa ven. Legendární Three-finger začne lovit i vězně a otázkou je, kdo si krutějšího trestu zaslouží víc.